# 北巡礼街
北巡礼街（North Parade）是英格兰萨默塞特郡巴斯的一个历史街区，由老约翰·伍德建于1741年左右。其中一些建筑列为I级登录建筑。
北巡礼街是规划建造的皇家广场（Royal Forum）的更广泛计划的一部分，规划中还包括南巡礼街, 皮尔蓬特街（Pierrepont Street）和杜克街（Duke Street），类似于皇后广场,却一直未能完成。伍德设计了巴斯岩的立面，之后，不同的建设者完成了不同的内部装饰和后部工程。许多建筑现在是酒店和餐馆，而有些仍然是私人住宅。
北巡礼街1号的三层建筑是约翰·帕尔默的家，他是巴斯皇家劇場的老板，也是英国邮件马车系统的倡议者，开创了伟大的英国邮政改革，18世纪后期在英国引进了高效的邮件马车递送服务。他曾两次担任巴斯市市长，担任过邮政总局主计长，后来在 1801 年至 1807 年担任巴斯选区的国会议员。
北巡礼街2至6号被改建为旅馆，其中包括对一些建筑物结构的改建。
北巡礼街7 到 12号的门上装饰有山花，其中9号曾经住过威廉·华兹华斯，11号在1771年曾经住过文学俱乐部的埃德蒙·伯克和奧立佛·高德史密斯。
最后一座房子，北巡礼街14号，面对埃文河

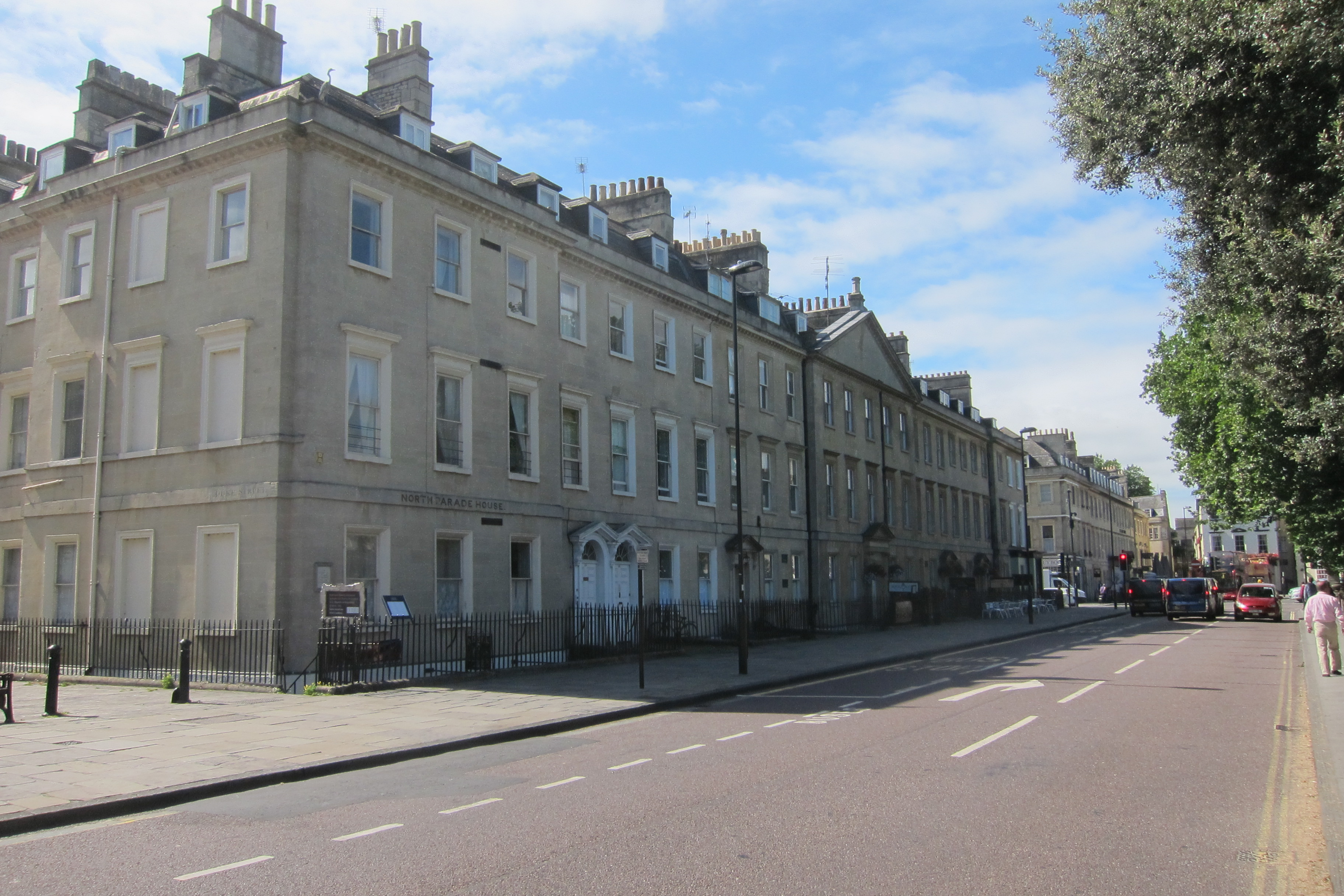
7-12 North Parade
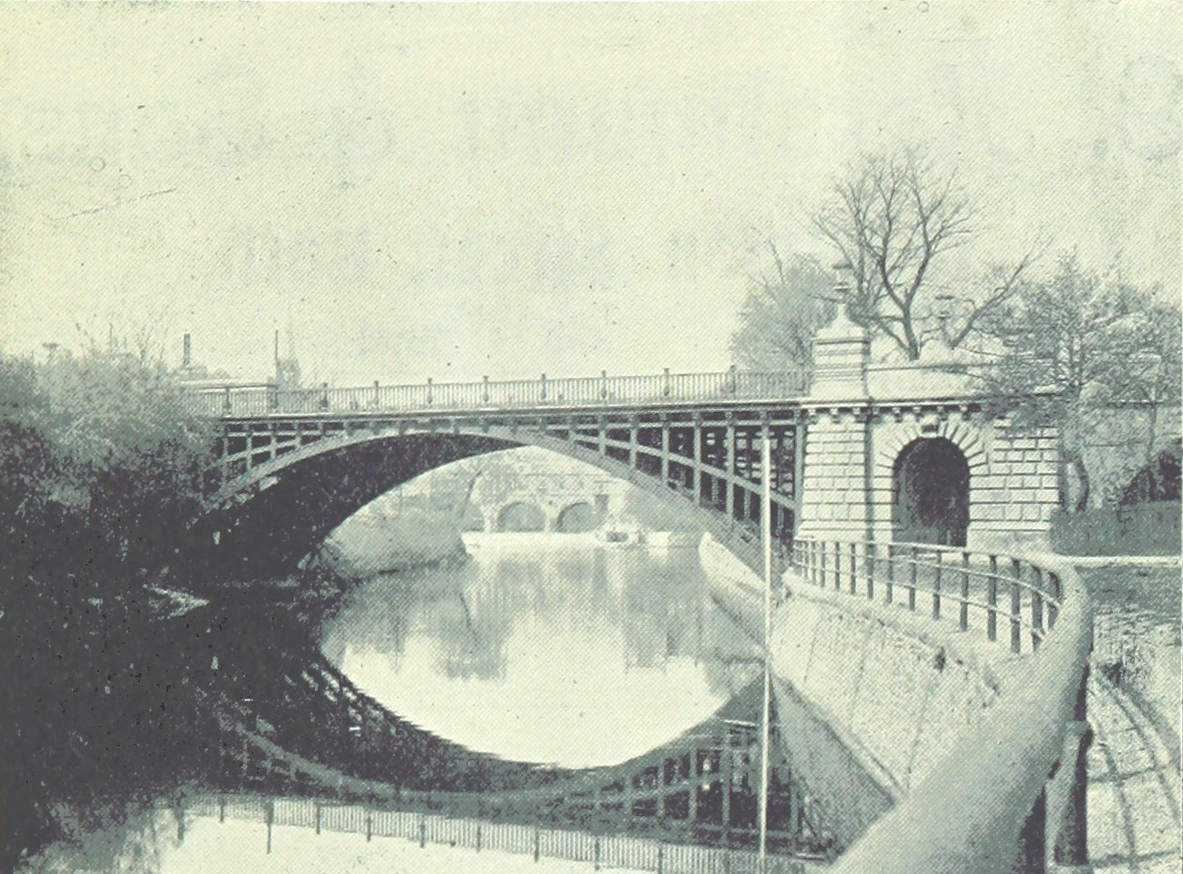
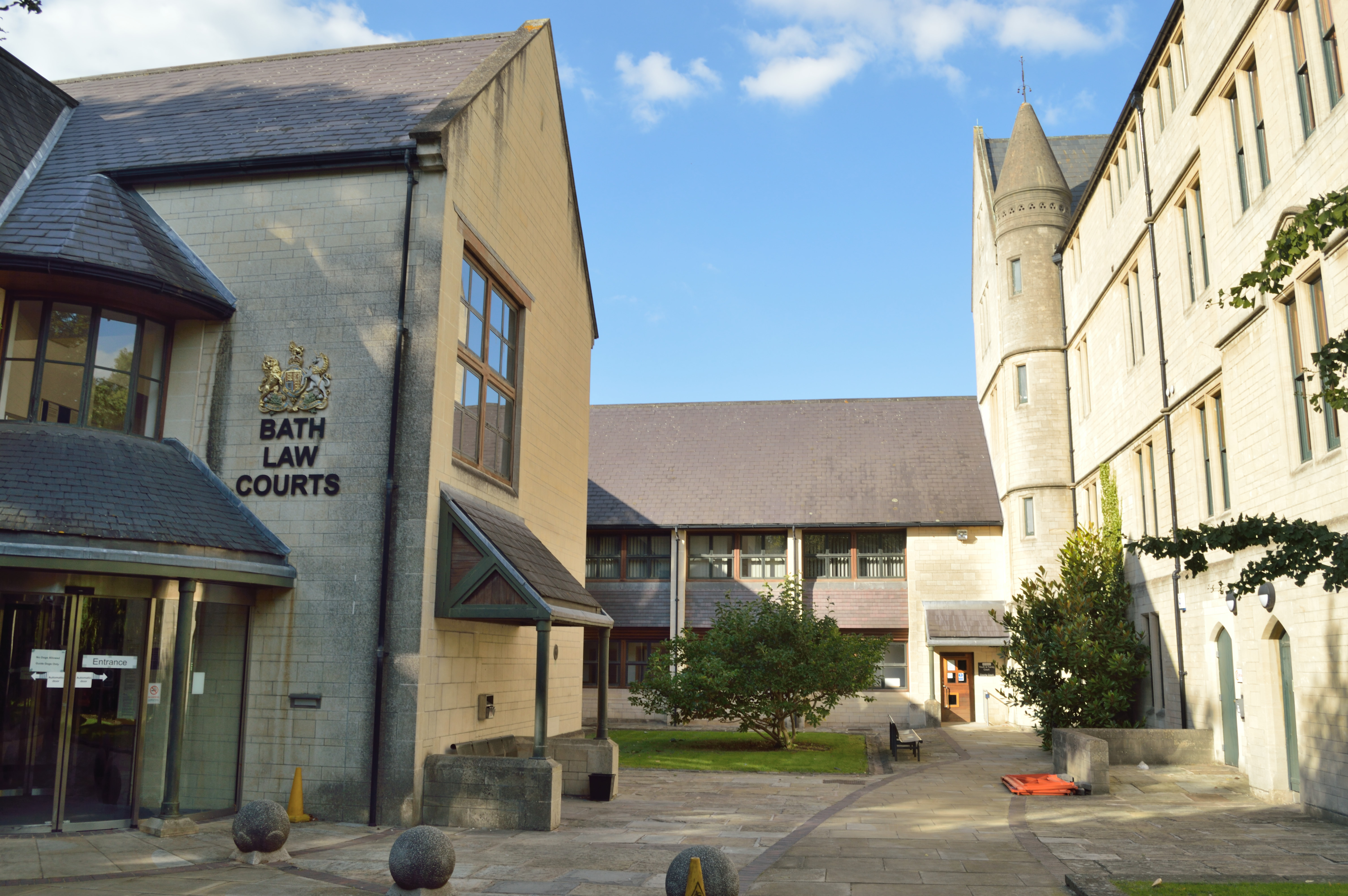
Bath Law Courts